# Physetobasis rectipendens
Physetobasis rectipendens là một loài bướm đêm trong họ Geometridae.